# جيم ماكورميك (لاعب اتحاد الرغبي)
جيم ماكورميك (بالإنجليزية: Jim McCormick)‏ هو لاعب اتحاد الرغبي نيوزيلندي، ولد في 15 أكتوبر 1923 في Waipukurau ‏ في نيوزيلندا، وتوفي في 8 ديسمبر 2006.